# Сердца в Атлантиде (фильм)
«Сердца в Атлантиде» (англ. Hearts in Atlantis) — американский художественный фильм, снятый по повести Стивена Кинга «Низкие люди в жёлтых плащах» (англ. Low Men in Yellow Coats) — одной из пяти, входящих в книгу «Сердца в Атлантиде».

## Сюжет
Роберт Гарфилд, немолодой мужчина, получает по почте бейсбольную перчатку, которую некогда завещал ему его друг детства Джон Салливан. Это означает, что Джон умер. Роберт едет на похороны в городок своего детства в штате Коннектикут. После похорон он узнаёт, что и его подруга тех лет — Кэрол Гербер, тоже умерла. Роберт идёт в дом, где он жил в детстве. В настоящее время дом заброшен. Роберт вспоминает события, которые произошли, когда ему исполнилось 11 лет.
Бобби в то время жил с матерью — одинокой и эгоистичной вдовой Лиз Гарфилд. На день рождения мать дарит Бобби читательский билет в библиотеку, хотя мальчик мечтал о велосипеде. Мать объясняет это нехваткой средств, хотя на своих нарядах она особенно не экономит. Однажды мать берёт постояльца — пожилого мужчину Теда Бротигена. Пока мать занимается работой и налаживанием отношений со своим боссом, Тэд становится другом Бобби, даже обещает ему небольшую финансовую поддержку за странную на первый взгляд работу — Бобби должен читать Теду газету, а заодно смотреть, не появились ли на улицах городка странные люди в жёлтых плащах. Однако у матери Бобби эта дружба восторга не вызывает.
У Бобби вдруг появляются странные способности — на ярмарке он вдруг начинает отгадывать все карты у жулика, так что последний просто прогоняет его.
Бобби случайно узнаёт, что Тед — ясновидящий. Странные люди, охотящиеся за ним, это кан-тои — «низшие люди», которые пытаются использовать его способности, чтобы разрушить мир.
Бобби, Кэрол и Джон часто имеют конфликты с местными городскими хулиганами, однако однажды Тэд вмешивается в эту ситуацию и требует от их вожака оставить ребят в покое, иначе обещает рассказать всем его сексуальные секреты. Вожак на время отстаёт от Бобби и его друзей, однако узнав, что Тед должен уехать, избивает Кэрол, травмируя её. Когда Тэд вправляет ей вывихнутое плечо на место, приходит мать Бобби и по ошибке решает, что Тед — педофил. Тед пытается ей объяснить, что он ничего не собирался делать аморального, при этом говорит о том, что на уик-энде Лиз подверглась сексуальному насилию со стороны её босса, однако это только сильнее злит мать Бобби. Она требует, чтобы Тед немедленно покинул её дом.
Лиз также видит объявление, что Бротиган разыскивается и за помощь в его поимке обещают вознаграждение. Она не раздумывая сообщает о своём бывшем постояльце. В итоге агенты хватают Теда. Бобби возмущён, но ничего не может сделать, а мать тем временем находит работу в Бостоне и уезжает из городка. В качестве компенсации она всё же покупает Бобби вожделенный велосипед.
Перед отъездом Бобби обещает писать Кэрол, однако этого не происходит. В результате по возвращении в родной город Роберт встречает только повзрослевшую дочь Кэрол.

## В ролях
| Актёр          | Роль                   |
| -------------- | ---------------------- |
| Энтони Хопкинс | Тед Бротиген           |
| Антон Ельчин   | Бобби Гарфилд          |
| Хоуп Дэвис     | Элизабет Гарфилд       |
| Мика Бурем     | Кэрол Гербер           |
| Дэвид Морс     | взрослый Бобби Гарфилд |
| Алан Тьюдик    | напёрсточник           |
| Том Бауэр      | Лен Файлс              |
| Селия Уэстон   | Элана Файлс            |
| Адам ЛеФевр    | Дон Бидерман           |
| Уилл Ротхаар   | Джон Салливан          |

## Награды и номинации
- 2002 — премия Young Artist Awards за лучшую роль в художественном фильме (Антон Ельчин)
- 2002 — премия Camerimage за лучшего оператора
- 2002 — премия Heartland Film Festival
- 2002 — 3 номинации на премию Young Artist Awards: лучшая семейная драма, лучший молодой актёр второго плана (Уилл Ротхаар), лучшая молодая актриса второго плана (Мика Бурем)

## Саундтрек
- «The Twist» — Chubby Checker
- «Carol» — Chuck Berry
- «Sleep Walk» — Santo & Johnny
- «Never Really Went Away» — The Platters
- «Only You» — The Platters
- «Summer Vacation» — Mychael Danna
- «Sh-Boom» — The Crew Cuts
- Theme from «A Summer Place» — Percy Faith & His Orchestra
- «Twilight Time» — The Platters
- «The Hill» — Mychael Danna
- «Smoke Gets In Your Eyes» — The Platters
- «Molly» — Mychael Danna

## Производство
Рассказ Теда Бротигана о футболисте, который вернулся в спорт, взят из романа «Магия», написанного самим Уильямом Голдманом. По своему роману Голдман написал сценарий и в 1978 году фильм был экранизирован Ричардом Аттенборо. Главную роль в нём сыграл Энтони Хопкинс. После выхода фильма Энтони Хопкинс утверждал, что он решил взяться за предложенную ему роль Теда Бротигана по причине возникшего у него «дежавю»: ему вспомнилось, что однажды утром кто-то доставил ему сценарий некоего фильма, названия которого актёр не помнил, но точно помнил имя сценариста, надписанное на конверте рядом с названием, — Уильям Гольдман.
Фильм посвящён памяти оператора Петра Собочинского, скончавшегося 26 марта 2001 года
Оригинальная повесть связана с циклом «Тёмная Башня», и существа, которые охотятся за Бротиганом — агенты Алого Короля, кан-тои. В фильме же это специальные агенты ФБР.